# Tűzoltó utca 25.
A Tűzoltó utca 25. színes, 98 perces, 1972-1973 között készült magyar játékfilm. Alcíme: Álmok a házból. Rendezője és forgatókönyvének írója Szabó István.
1971-ben Szabó István vállalati megrendelésre kisfilm-sorozatot készített, amelynek első darabja, a 12 perces Álom a házról előtanulmánynak is bizonyult következő játékfilmjéhez.
A Tűzoltó utca 25. szürrealista stílusban előadott, álmokba és víziókba sűrített, nemzedékeket átfogó családtörténet. A sok-szereplős film – Sára Sándor operatőri munkája – helyszíne egy áporodott levegőjű, kopottas pesti bérház, hősei a ház lakói. „Házunk a múlt egy darabja – írja Szabó István a film mottójában –, az emberek, akik itt laknak, a múlt emlékeinek szövevényében élnek, életük legnagyobb döntéseit a háborús évek követelték tőlük, s emberségük, magatartásuk döntő próbái elé is akkor álltak.”
A film képi világa többnyire nem valóságos eseményeket ábrázol, hanem a hősök érzelmi, tudati vagy tudatalatti világát jeleníti meg. A történések az álmok, képzettársítások „logikája” szerint, időn és téren átlépve kapcsolódnak egymáshoz, egységes látomást alkotnak.

## Szereplők
- Lucyna Winnicka (Mária)
- Makay Margit (Mária anyja)
- Kovács Károly (Mária apja)
- Bálint András (Andris)
- Pásztor Erzsi (Erzsi)
- Békés Rita (Gaskóyné)
- Csomák Ervin (Gaskóy)
- Lenkey Edit (Baba)
- Jani János (Baba férje)
- Zelk Zoltán (Hackl)
- Margitai Ági (Eta)
- Andai Kati (Bözsi)
- Szemes Mari (Julika)
- Mándy Iván (Pista)
- Müller Péter (János)
- Zákonyi Sándor (Bandi)
- Darvas Magda (Bandi felesége)
- Erwin Geschonnek stáblistán Emil (Szentiványi)[3]
- Temessy Hédi (Szentiványiné)
- Bódis Irén (Rózsika)

## Díjak
- 1974: Magyar Filmkritikusok Díja: operatőri díj; a legjobb női alakítás díja Békés Ritának
- 1974: Locarnói Nemzetközi Filmfesztivál – Arany Leopárd-nagydíj; az egyházak zsűrijének elismerő oklevele
- 1974: Atlanta – a legjobb külföldi film díja